# Новик, Лудвиг
Лудвиг Карл Виллиам Новик (швед. Ludvig Carl William Nåvik; род. 2 ноября 2003, Сундсвалль) — шведский футболист, полузащитник клуба «Сундсвалль».

## Клубная карьера
Футболом начинал заниматься в клубе «Альнё». Перед сезоном 2018 года перебрался в молодёжную команду «Сундсвалля». В следующем году начал тренироваться с основной командой. В январе 2020 года подписал с клубом первый профессиональный контракт, рассчитанный на три года. 1 марта того же года провёл первую игру за «Сундсвалль» в матче группового этапа кубка страны с «Варбергом». По итогам сезона 2021 года «Сундсвалль» занял вторую строчку в турнирной таблице и вернулся в Алльсвенскан. 3 апреля 2022 года в игре первого тура с «Сириусом» дебютировал в чемпионате Швеции, заменив на 87-й минуте Форреста Лассо.

## Карьера в сборной
Выступал за юношеские сборные Швеции различных возрастов.

## Достижения
Сундсвалль:
- Серебряный призёр Суперэттана: 2021

## Клубная статистика
| Выступление      | Выступление      | Выступление      | Лига | Лига | Кубки | Кубки | Конт. кубки | Конт. кубки | Итого | Итого |
| Клуб             | Лига             | Сезон            | Игры | Голы | Игры  | Голы  | Игры        | Голы        | Игры  | Голы  |
| ---------------- | ---------------- | ---------------- | ---- | ---- | ----- | ----- | ----------- | ----------- | ----- | ----- |
| Сундсвалль       | Суперэттан       | 2020             | 5    | 0    | 2     | 0     | 0           | 0           | 7     | 0     |
| Сундсвалль       | Суперэттан       | 2021             | 20   | 1    | 2     | 0     | 0           | 0           | 22    | 1     |
| Сундсвалль       | Алльсвенскан     | 2022             | 1    | 0    | 3     | 0     | 0           | 0           | 4     | 0     |
| Сундсвалль       | Итого            | Итого            | 26   | 1    | 7     | 0     | 0           | 0           | 33    | 1     |
| Всего за карьеру | Всего за карьеру | Всего за карьеру | 0    | 0    | 0     | 0     | 0           | 0           | 0     | 0     |